# Сетина
Сѐтина или Сѐтино (на гръцки: Σκοπός, Скопос, до 1926 година Σέτινα, Сетина) е село в Република Гърция, в дем Лерин (Флорина, Φλώρινα), област Западна Македония.

## География
Сетина се намира североизточно от Лерин (Флорина), между планините Старков гроб от север и Малка Нидже от югоизток. Селото е на Стара река (или Брод, на гръцки Геропотамос) – приток на Сакулева, десен приток на Черна.

## История

### Средновековие
В началото на XI век близо до мястото, където е днешното село, се издигат укрепени дворци на цар Самуил. През есента на 1017 г. крепостта е превзета и опожарена от византийския император Василий II. Скоро след това става битката при Сетина. В нея българският цар Иван Владислав се опълчва на византийците, но е разбит. В хрисовул на Василий II от 1019 година Сетина е спомената като част от Мъгленската епархия на Охридската архиепископия.

### В Османската империя
В османски данъчни регистри на немюсюлманското население от вилаета Филорине от 1626 – 1627 година е отбелязано село Горна Сетина с 13 джизие ханета (домакинства). В 1848 година руският славист Виктор Григорович описва в „Очерк путешествия по Европейской Турции“ Ситина като българско село. Александър Синве („Les Grecs de l’Empire Ottoman. Etude Statistique et Ethnographique“), който се основава на гръцки данни, в 1878 година пише, че в Сатина (Satina), Мъгленска епархия, живеят 480 гърци. Според „Етнография на вилаетите Адрианопол, Монастир и Салоника“, издадена в Константинопол в 1878 година и отразяваща статистиката на населението от 1873 година, в Сетине (Setigne) има 50 домакинства със 140 жители българи.
В 1900 година според Васил Кънчов („Македония. Етнография и статистика“) в Сетина живеят 750 българи християни.
На Етнографската карта на Битолския вилает на Картографския институт в София от 1901 година Сетина е чисто българско село в Леринската каза на Битолския санджак със 70 къщи.
След Илинденското въстание в началото на 1904 година цялото село минава под върховенството на Българската екзархия. По данни на секретаря на екзархията Димитър Мишев („La Macédoine et sa Population Chrétienne“) в 1905 година селото има 816 българи екзархисти.
В селото Марко Лерински организира комитет на ВМОРО в състав Ильо Димов – Попадински, Коста Божаров, Стефо Тръпчевски, Стефо Бейков, Ильо Мучов, Геле Гудов, Тане Канзуров, Фоти Ароманов и Кръсте Торбаков. Сетинци се включват в Илинденско-Преображенското въстание и дават няколко убити.

### В Гърция
В 1912 година по време на Балканската война в селото влизат гръцки части и след Междусъюзническата война в 1913 година селото попада в Гърция. През 1916 година, по време на Първата световна война селото за кратко е освободено от българската армия. Боривое Милоевич пише в 1921 година („Южна Македония“), че Цетина има 70 къщи славяни християни. В 1926 година селото е преименувано на Скопос.
В Сетина е организиран се организира комитет на Федерация на комунистическата младеж на Гърция (ОКНЕ) от Йордан Витков, Атанас Груевски, Атанас Русевски, Михаил Писачов, Ване Канзуров и Георги Шилев, като след разкритие гръцката полиция през 1938 година арестува Йордан Витков, Атанас Русевски и Георги Шилев. По време на Итало-гръцка война от селото са мобилизирани 128 души, от които 8 са убити, а 10 са ранени. По време на окупацията на Гърция ръководител на местната организация на КПГ е Атанас Русевски.
През март 1946 година съдът в Лерин съди 15 души от Сетина за участие в българската паравоенна организация Охрана.
В 1981 година селото има 137 жители. Според изследване от 1993 година селото е чисто „славофонско“, като „македонският език“ в него е запазен в разговорната реч на възрастните хора.
| Име                   | Име             | Ново име         | Ново име        | Описание                                                                |
| --------------------- | --------------- | ---------------- | --------------- | ----------------------------------------------------------------------- |
| Грамадата             | Γκραμάδατα      | Врахи            | Βράχοι          | връх в Нидже на С от Сетина (845 m)                                     |
| Вареницата            | Βαρενίτσατα     | Асвестотопос     | Άσβεστότοπος    | връх в Малка Нидже на ЮЮИ от Сетина (1020 m)                            |
| Мала Висина           | Μικρή Βύσιμα    | Ипсома           | Ύψωμά           | връх в Малка Нидже на ЮЮИ от Сетина (1271 m)                            |
| Лесна                 | Λέσνα           | Лякорда          | Λιακόρδα        | местност в Малка Нидже на ЮИ от Сетина                                  |
| Лозницата             | Λοσνίτσατα      | Климатриес       | Κληματαριές     | местност в Малка Нидже на ЮИ от Сетина                                  |
| Голио рид             | Γκόλιο Ρήτ      | Адендрон         | Άδενδρον        | рид в Малка Нидже на ЮИ от Сетина                                       |
| Мушанка               | Μουσάνκα        | Толорема         | Θολόρεμα        | река в Малка Нидже на ЮИ от Сетина, ляв приток на Стара река            |
| Бела река             | Μπέλα Ρέκα      | Аспрорема        | Άσπρόρεμα       | река в Малка Нидже на ЮИ от Сетина, ляв приток на Стара река            |
| Делова чешма          | Ντέλοβα Τσέσμα  | Крия Вриси       | Κρύα Βρύση      |                                                                         |
| Джаулата              | Τσοούλατα       | Агнанди          | Άγνάντι         | местност в Нидже на И от Сетина и на СЗ от Попадия                      |
| Джумерика             | Τζουμερίκα      | Риганотопос      | Ρηγανότοπος     | местност в Малка Нидже на И от Сетина                                   |
| Шопо                  | Σιόπο           | Василиу Пискаци  | Βασιλ. Πισκάτση | връх в Малка Нидже на И от Сетина                                       |
| Говедарнико о         | Γκοβεδάρνικο    | Геладострома     | Γελαδόστρωμα    | местност в Нидже на ИСИ от Сетина                                       |
| Каландо               | Καλάντο         | ту Даляни        | τού Νταλιάνη    | река в Нидже на И от Сетина                                             |
| Висок камен           | Βισοκ Καμεν     | Рахи             | Ράχη            | местност в Нидже на СИ от Сетина и на ЮЗ от Попадия                     |
| Кърлък                | Καρλούκι        | Целингата        | Τσελιγκάτα      | местност в Малка Нидже на СИ от Сетина и на ЮИ от Попадия               |
| Кърлък                | Καρλιγκι        | Страво           | Στραβό          | гора в Малка Нидже на ИСИ от Сетина и на ЮИ от Попадия и на СЗ от Чеган |
| Стърванка             | Στερβάνκα       | Одондото         | Όδοντωτό        | гранична местност в Нидже на С от Сетина                                |
| Чаулата               | Τσαούλατα       | Агнанди          | Άγνάντι         | връх в Нидже на СИ от Сетина, гранична пирамида № 127 (1353 m)          |
| Попои Нивие           | Πόπο Νίβιε      | Папахорафо       | Παπαδοχώραφο    | връх в Нидже на СИ от Сетина и на СИ от Попадия                         |
| Цикуричка             | Κικούρτσικα     | Неон Рема        | Νέον Ρέμα       | река в Нидже на СИ от Попадия, извирща под връх Цекури                  |
| Дерщелка или Дрещелка | Ντρέστελκα      | Рема Фармаки     | Ρέμα Φαρμάκη    | гранична местност в Нидже на С от Попадия                               |
| Нището                | Νίστετο         | Палиохори        | Παλιοχώρι       | местност в Нидже на С от Сетина                                         |
| Гарван                | Γκάρβαν         | Коракия          | Κοράκια         | местност в Нидже на ССИ от Сетина и на С от Попадия                     |
| Мечкина дупка         | Μέτζινα Ντούπκα | Аркудоспилия     | Άρκουδοσπηλιά   | граничен връх в Нидже на ССИ от Сетина и на С от Попадия (1561 m)       |
| Ушите                 | Ούσιτε          | Автия            | Αύτιά           |                                                                         |
| Страчика              | Στράτσικα       | Враходес         | Βραχώδες        | местност в Нидже на С от Попадия                                        |
| Балкучица             | Μπαλκούτσιτσα   | Македоники Пакия | Μακεδον. Πάκια  | местност в Нидже и река, ляв приток на Стара река на И от Попадия       |
| Камино                | Κάμινο          | Петровуно        | Πετρόβουνο      | връх в Мала Нидже на И от Сетина и на ССЗ от Чеган                      |
| Бачо                  | Μπάτσο          | Антотирия        | Άνθοτύρια       | местност в Нидже на И от Попадия                                        |
| Стар Бачо             | Παλιομπάτσο     | Антотирия        | Άνθοτύρια       | местност в Нидже на И от Попадия                                        |

Преброявания
- 1981 - 137 души
- 2001 - 356 души
- 2011 - 114 души

## Забележителности
В селото има три църкви – „Света Богородица“, „Свети Димитър“ и „Свети Николай“.

## Личности
Родени в Сетина
- Алексо Гащаров Костов (1885 – ?), български революционер от ВМОРО, четник на Алексо Джорлев по време на Илинденското въстание[25]
- Атанас Димитриев Цуцулов, български революционер от ВМОРО[26]
- Васил Стоянев Козаров (р. 1877 – ?), български революционер от ВМОРО, четник на Илия Попадийски[27]
- Геле Гудов, деец на ВМОРО, войвода на чета в Леринско по време на Илинденско-Преображенското въстание[28]
- Георги Василев Донаков, български революционер от ВМОРО[29]
- Георги Василев Лакарда, български революционер от ВМОРО[30]
- Георги Костов Баджаров, български революционер от ВМОРО[29]
- Георги Петров Филипов, български революционер от ВМОРО
- Георги Чалдаров, български революционер от ВМОРО[26]
- Димитър Шилев Костадинов (р. 1882 – ?), български революционер от ВМОРО, четник на Илия Попадийски, Георги Сугарев и Толе паша в Леринско и Тиквеш, емигрирал в Югославия и установил се в Трубарево[31]
- Ило Лазов Айтов, български революционер от ВМОРО[29]
- Ило Стефов Лакордов, български революционер от ВМОРО[30]
- Ичо Стойков Кулибанов, български революционер от ВМОРО[30]
- Йорданка Донакова, българска революционерка от ВМОРО[29]
- Кице Чокре, българин, православен, арестуван преди 1904 година, обвинен, че е „през месец май (14 май - 13 юни), когато заедно с другарите си вършел разбойничество, убил бекчиите Бекир и Омер“, затворен с решение на Наказателния апелационен съд, лежал в Битолския затвор, амнистиран с общата амнистия от 12 април 1904 година[32]
- Лазар Вангел Вичко, българин, арестуван в 1903 година, обвинен в „тайна преписка с българската бунтовническа организация“, осъден от Извънредния съд на 5 години каторга, лежал в Битолския затвор, амнистиран с общата амнистия от 12 април 1904 година[33]
- Лексо Малев (р. 1929), участник в Гражданската война
- Михаил (Мики) Пискачов (? – 1944), гръцки комунист, в 1942 година влиза в КПГ, ятак на ЕЛАС, арестуван на 16 януари 1944 година от български войници и не се завръща[34]
- Милто Мулев (р. 1939), учен биолог от Северна Македония
- Кръсто Торбанов (? – 1902), български революционер от ВМОРО, четник на Ламбо Василев[35]
- Мице Филипов Бейков, български революционер от ВМОРО[29]
- Найдо (? – 1902), български революционер от ВМОРО, четник на Ламбо Василев[35]
- Пантил Донаков, български революционер от ВМОРО[29]
- Спасе Христов Груев, български революционер от ВМОРО[36]
- Стефо Василов Вачков, български революционер от ВМОРО[29]
- Стефо Стоянов Лебамов, български революционер от ВМОРО[30]
- Ташо Георгиев Чокрев, български революционер от ВМОРО[26]
- Томо Йованов Къркале (1877 – ?), български революционер от ВМОРО, четник на Кольо Добровенски, в 1950 година живеел в Скопие.[37]

Починали в Сетина
- Марин Колев Илиев, български военен деец, старши подофицер, загинал през Първата световна война[38]
- Ристо Дончев (1921 – 1948), гръцки партизанин и деец на НОФ, СНОФ и НОВМ

Други
- Виктор Канзуров (р. 1971), новинар от Северна Македония с българско национално съзнание, по произход от Сетина